# Пачини, Альфредо
Альфредо Пачини (итал. Alfredo Pacini; 10 февраля 1888, Капаннори, королевство Италия — 23 декабря 1967, Рим, Италия) — итальянский куриальный кардинал и ватиканский дипломат. Титулярный архиепископ Гермии с 28 апреля 1946 по 26 июня 1967. Апостольский нунций на Гаити и в Доминиканской Республике с 23 апреля 1946 по 23 апреля 1949. Апостольский нунций в Уругвае с 23 апреля 1949 по 4 февраля 1960. Апостольский нунций в Швейцарии с 4 февраля 1960 по 26 июня 1967. Кардинал-священник с титулом церкви с 26 июня 1967, pro illa vice Санти-Анджели-Кустоди-а-Читта-Джардино с 29 июня 1967.